# 이와테현 선거구
이와테현 선거구(일본어: 岩手県選挙区)는 일본의 참의원 선거구이다.

## 선거구 정보
| 지역      | 이와테현 전역            |
| 의원 정수 | 2명 (개선 정수 1명)      |
| 유권자 수 | 1,031,127명 (2022년 9월) |

## 역대 의원
| 홀수회                         | 홀수회        | 짝수회        | 짝수회                         |
| 의원                           | 선거          | 선거          | 의원                           |
| ------------------------------ | ------------- | ------------- | ------------------------------ |
| 데부치 가쓰지 (무소속)         | 1947년 제1회  | 1947년 제1회  | 지다 다다시 (무소속)           |
| 가와무라 마쓰스케 (일본자유당) | 1947년 보궐   |               | 지다 다다시 (무소속)           |
| 가와무라 마쓰스케 (일본자유당) |               | 1950년 제2회  | 지다 다다시 (무소속)           |
| 가와무라 마쓰스케 (자유당)     | 1953년 제3회  |               | 지다 다다시 (무소속)           |
| 가와무라 마쓰스케 (자유당)     |               | 1956년 제4회  | 지다 다다시 (무소속)           |
| 야무라 데이지 (자유민주당)     | 1959년 제5회  |               | 지다 다다시 (무소속)           |
| 야무라 데이지 (자유민주당)     |               | 1962년 제6회  | 와타나베 간키치 (일본사회당)   |
| 야무라 데이지 (자유민주당)     | 1965년 제7회  |               | 와타나베 간키치 (일본사회당)   |
| 이스루기 미치유키 (자유민주당) | 1968년 보궐   | 1968년 제8회  | 마스다 사카리 (자유민주당)     |
| 이스루기 미치유키 (자유민주당) | 1971년 제9회  |               | 마스다 사카리 (자유민주당)     |
| 이스루기 미치유키 (자유민주당) |               | 1974년 제10회 | 마스다 사카리 (자유민주당)     |
| 이스루기 미치유키 (자유민주당) | 1977년 제11회 |               | 마스다 사카리 (자유민주당)     |
| 이스루기 미치유키 (자유민주당) |               | 1980년 제12회 | 마스다 사카리 (자유민주당)     |
| 이스루기 미치유키 (자유민주당) | 1983년 제13회 |               | 마스다 사카리 (자유민주당)     |
| 이스루기 미치유키 (자유민주당) |               | 1986년 제14회 | 다카하시 기요타카 (자유민주당) |
| 오가와 진이치 (일본사회당)     | 1987년 보궐   |               | 다카하시 기요타카 (자유민주당) |
| 오가와 진이치 (일본사회당)     | 1989년 제15회 |               | 다카하시 기요타카 (자유민주당) |
| 오가와 진이치 (일본사회당)     |               | 1992년 제16회 | 시나 모토 (자유민주당)         |
| 다카하시 요시노리 (신진당)     | 1995년 제17회 |               | 시나 모토 (자유민주당)         |
| 다카하시 요시노리 (신진당)     |               | 1998년 제18회 | 시나 모토 (무소속)             |
| 히라노 다쓰오 (자유당)         | 2001년 제19회 |               | 시나 모토 (무소속)             |
| 히라노 다쓰오 (자유당)         |               | 2004년 제20회 | 슈하마 료 (민주당)             |
| 히라노 다쓰오 (민주당)         | 2007년 제21회 |               | 슈하마 료 (민주당)             |
| 히라노 다쓰오 (민주당)         |               | 2010년 제22회 | 슈하마 료 (민주당)             |
| 히라노 다쓰오 (무소속)         | 2013년 제23회 |               | 슈하마 료 (민주당)             |
| 히라노 다쓰오 (무소속)         |               | 2016년 제24회 | 기도구치 에이지 (무소속)       |
| 요코사와 다카노리 (무소속)     | 2019년 제25회 |               | 기도구치 에이지 (무소속)       |
| 요코사와 다카노리 (무소속)     |               | 2022년 제26회 | 히로세 메구미 (자유민주당)     |
| 요코사와 다카노리 (무소속)     |               | 2024년 보궐   | 기도구치 에이지 (입헌민주당)   |

## 최근 선거 결과

### 2016년 (제24회)
|  | 53.34% |

|  | 41.04% |

|  | 5.62% |

### 2019년 (제25회)
|  | 48.97% |

|  | 46.33% |

|  | 4.70% |

### 2022년 (제26회)
|  | 47.17% |

|  | 43.20% |

|  | 4.81% |

|  | 2.43% |

|  | 2.38% |

### 2024년 (제26회 보궐)
|  | 65.94% |

|  | 21.65% |

|  | 9.49% |

|  | 1.77% |

|  | 1.14% |

## 같이 보기
- 이와테현 제1구
- 이와테현 제2구
- 이와테현 제3구